# Kačava
Kačava (polsky Kaczawa, německy Katzbach, dříve Kacbacha) je řeka v Dolnoslezském vojvodství v jihozápadním Polsku, která protéká Dolním Slezskem a vlévá se zleva do Odry u Prochowic v okrese Lehnice. Pramení v Kačavských horách pod vrcholem Turzec a má délku 98 km. Protéká obcemi a městy Kaczorów, Wojcieszów, Świerzawa, Nowy Kościół, Jerzmanice-Zdrój, Złotoryja, Lehnice a Prochowice. V roce 1813 se na řece Kačavě odehrála bitva napoleonských válek.

## Fotogalerie

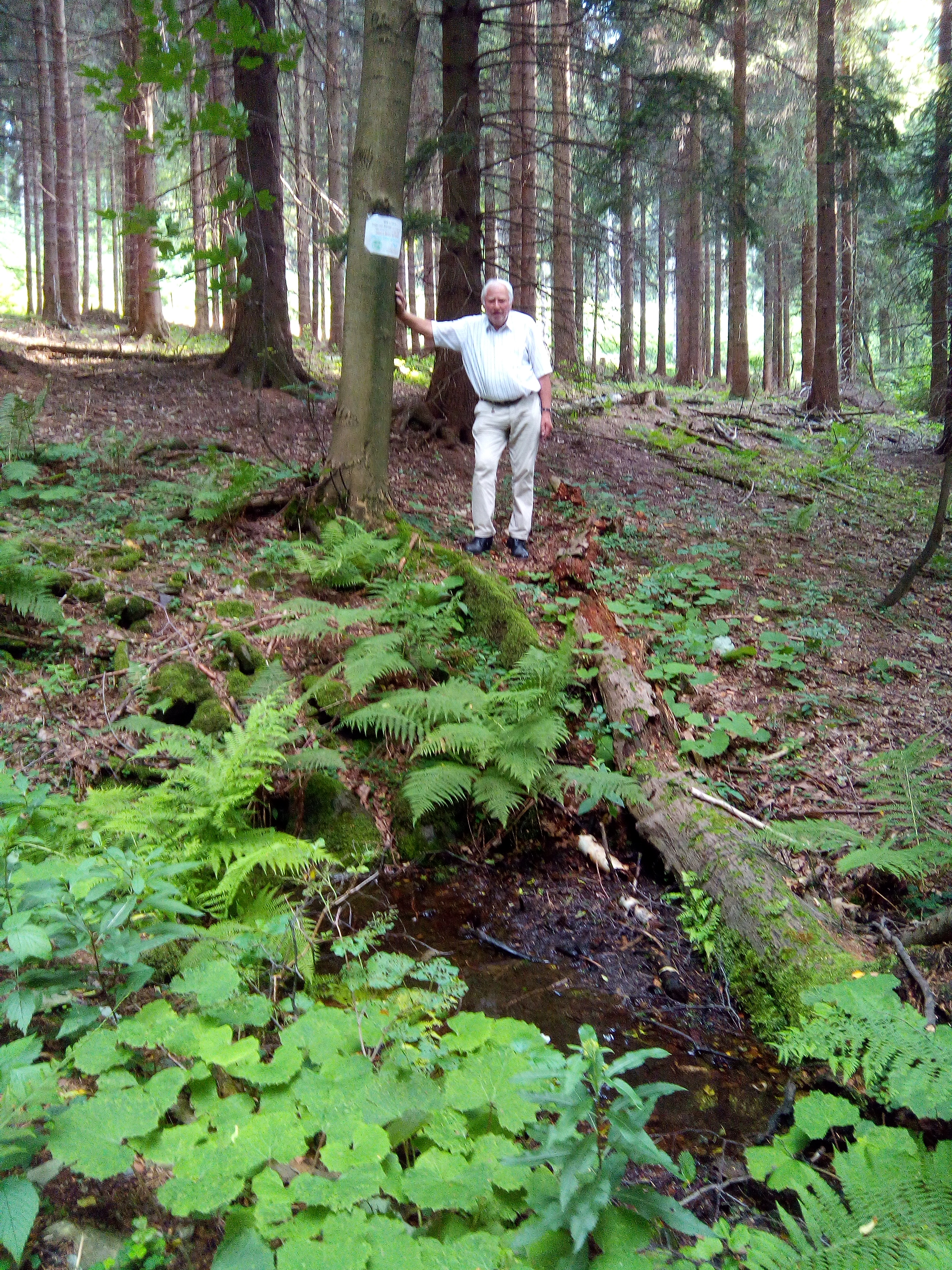
Pramen Kačavy
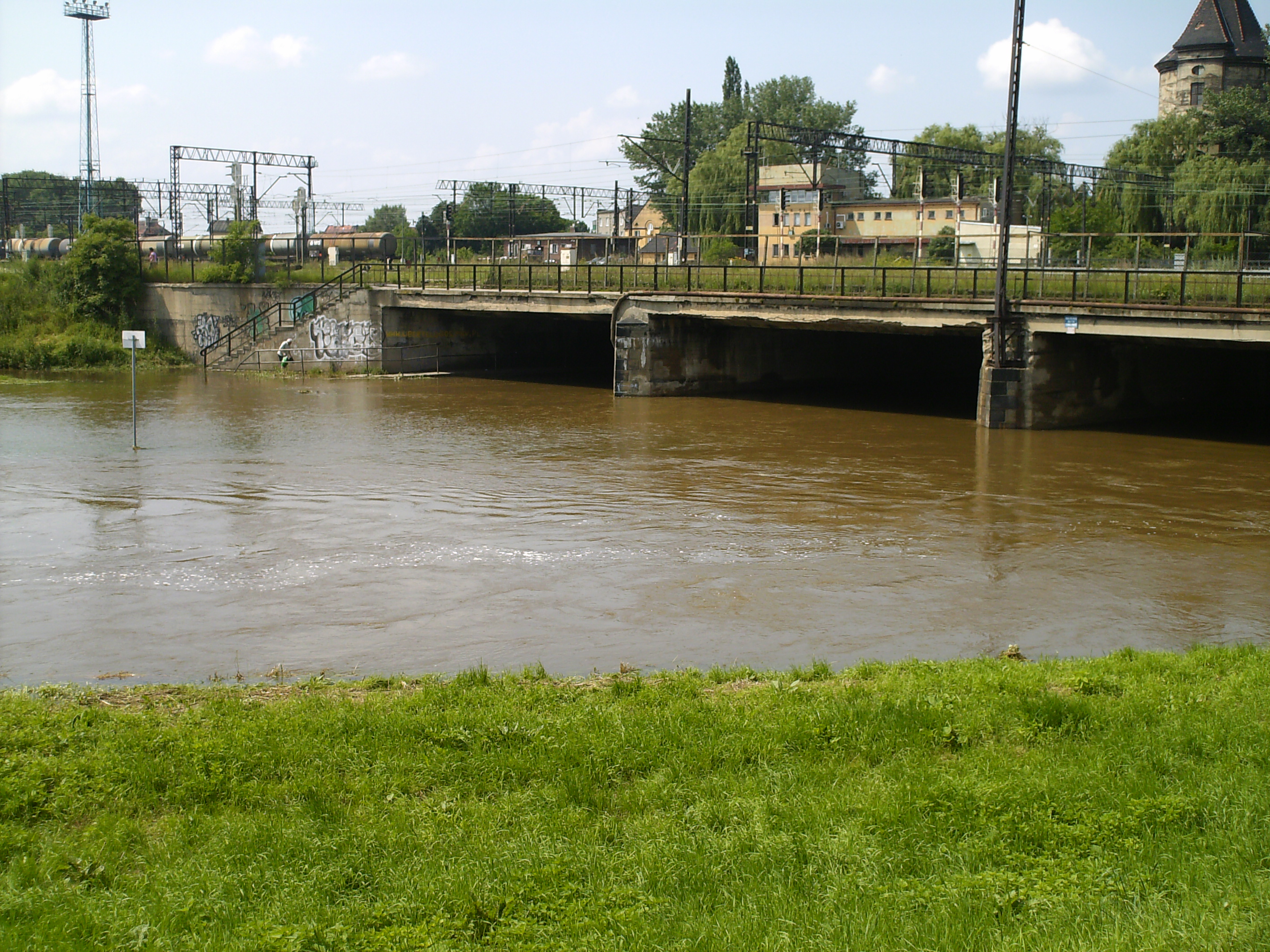
Kačava v Lehnici
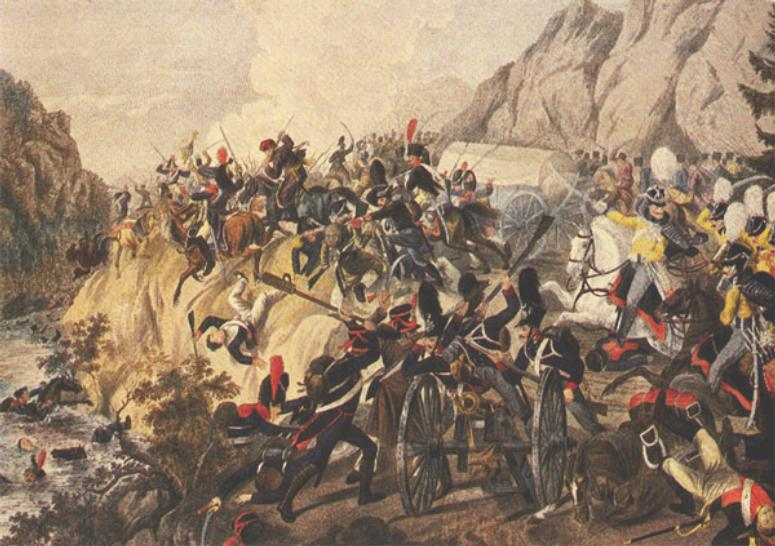
Bitva na Kačavě